# Ropica indica
Ropica indica är en skalbaggsart som beskrevs av Stefan von Breuning 1939. Ropica indica ingår i släktet Ropica och familjen långhorningar. Inga underarter finns listade i Catalogue of Life.